# 中塚駿太
中塚 駿太（なかつか しゅんた、1994年12月26日 - ）は、茨城県つくば市出身のプロ野球選手（投手）。右投右打。

## 経歴

### プロ入り前
小学校4年生から野球を始め、中学校までは捕手に就いていた。
つくば秀英高等学校で投手に転向したが、甲子園出場はなかった。
白鷗大学に進学し、3年秋から実戦に登板し始め、4年秋の新潟医療福祉大学戦で投手人生初の完投を完封で飾った。
2016年9月7日にプロ志望届を提出し、同年10月20日に行われたドラフトにて埼玉西武ライオンズから2位指名を受け、契約金7,000万円・年俸1,200万円（金額は推定）で契約した。なお同ドラフトにて阪神タイガースから1位指名された大山悠輔は、高校・大学を通じてのチームメイトである。

### 西武時代
2017年1月9日、西武の新人合同自主トレで走り込み中に腰の張りを訴え、途中リタイアしたと報じられた。5月4日、二軍でイースタン・リーグ初登板、最速153km/hを記録した。シーズン終盤の9月19日に一軍に初昇格し、9月24日の対オリックス・バファローズ戦（メットライフドーム）で9回から5番手でプロ初登板を果たしたが、2球で二死を取った後は12球連続ボールの3者連続四球を与え降板。翌25日には一軍登録を抹消された。2017年シーズンはこの1試合の登板のみに終わった。二軍では20試合に登板し58と2/3回を投げ、2勝5敗、防御率3.84の成績だった。
2018年は開幕一軍を逃すも、4月13日に一軍昇格を果たす。しかし、2試合連続で失点を喫してしまい、一軍登板はこの2試合のみでシーズンを終えた。
2019年は一軍登板無しに終わり、オフには背番号が「50」に変更された。
2020年は9月18日に一軍登録されると、同日に2年ぶりとなる一軍登板を果たした。9月26日の楽天戦では先発のショーン・ノリンがアクシデントでわずか1回で降板となり、2回から2番手として緊急登板。2イニングを投げ1失点こそしたものの、チームのピンチを救い、勝利に貢献した。この年は6試合に登板し、防御率5.14という成績だった。
2021年は一軍登板無しに終わり、シーズン中の10月25日に球団から戦力外通告を受けた。12月8日、メットライフドームで開催の12球団合同トライアウトに参加し、シート打撃で打者3人との対戦で安打を1本打たれたものの、参加者の中では古川侑利に並んで最速の球速149km/hを記録した。

### 社会人野球時代
2022年より、社会人野球クラブチームのジェイファムに加入してプレーを継続していたが、同部は2023年をもって休部した。
2023年11月15日、鎌ケ谷スタジアムで開催の12球団合同トライアウトに、参加可能回数の上限である2回目の参加。シート打撃で打者3人と対戦したが、折下光輝からの被本塁打を含む2本の安打を打たれ、結果を残せなかった。

### BCリーグ・信濃時代
2023年12月7日、ベースボール・チャレンジ・リーグ（ルートインBCリーグ）の信濃グランセローズに、選手兼任の投手コーチとして入団することが発表された。
2025年シーズンは背番号が80番となっている。

## 選手としての特徴
191cmの長身から投げるストレートは、大学時代に最速157km/hを記録した。プロ入り後の最速は156km/h。変化球はカーブを持つ。

## 詳細情報

### 年度別投手成績
| 年 度     | 球 団     | 登 板 | 先 発 | 完 投 | 完 封 | 無 四 球 | 勝 利 | 敗 戦 | セ 丨 ブ | ホ 丨 ル ド | 勝 率 | 打 者 | 投 球 回 | 被 安 打 | 被 本 塁 打 | 与 四 球 | 敬 遠 | 与 死 球 | 奪 三 振 | 暴 投 | ボ 丨 ク | 失 点 | 自 責 点 | 防 御 率 | W H I P |
| --------- | --------- | ----- | ----- | ----- | ----- | -------- | ----- | ----- | -------- | ----------- | ----- | ----- | -------- | -------- | ----------- | -------- | ----- | -------- | -------- | ----- | -------- | ----- | -------- | -------- | ------- |
| 2017      | 西武      | 1     | 0     | 0     | 0     | 0        | 0     | 0     | 0        | 0           | ----  | 5     | 0.2      | 0        | 0           | 3        | 0     | 0        | 0        | 0     | 0        | 2     | 2        | 27.00    | 4.50    |
| 2018      | 西武      | 2     | 0     | 0     | 0     | 0        | 0     | 0     | 0        | 0           | ----  | 13    | 2.0      | 3        | 0           | 4        | 0     | 0        | 4        | 0     | 0        | 4     | 4        | 18.00    | 3.50    |
| 2020      | 西武      | 6     | 0     | 0     | 0     | 0        | 0     | 0     | 0        | 0           | ----  | 33    | 7.0      | 8        | 0           | 4        | 0     | 0        | 5        | 0     | 0        | 4     | 4        | 5.14     | 1.71    |
| 通算：3年 | 通算：3年 | 9     | 0     | 0     | 0     | 0        | 0     | 0     | 0        | 0           | ----  | 51    | 9.2      | 11       | 0           | 11       | 0     | 0        | 9        | 0     | 0        | 10    | 10       | 9.31     | 2.28    |

- 2021年度シーズン終了時

### 年度別守備成績
| 年 度 | 球 団 | 投手  | 投手  | 投手  | 投手  | 投手  | 投手     |
| 年 度 | 球 団 | 試 合 | 刺 殺 | 補 殺 | 失 策 | 併 殺 | 守 備 率 |
| ----- | ----- | ----- | ----- | ----- | ----- | ----- | -------- |
| 2017  | 西武  | 1     | 0     | 0     | 0     | 0     | ----     |
| 2018  | 西武  | 2     | 0     | 1     | 0     | 0     | 1.000    |
| 2020  | 西武  | 6     | 0     | 2     | 0     | 0     | 1.000    |
| 通算  | 通算  | 9     | 0     | 3     | 0     | 0     | 1.000    |

- 2021年度シーズン終了時

### 記録
初記録
- 初登板：2017年9月24日、対オリックス・バファローズ25回戦（メットライフドーム）、9回表に5番手で救援登板、2/3回を2失点
- 初奪三振：2018年4月15日、対東北楽天ゴールデンイーグルス3回戦（楽天生命パーク宮城）、8回裏にカルロス・ペゲーロから空振り三振

### 独立リーグでの投手成績
出典はリーグデータサイト。
| 年 度     | 球 団     | 登 板 | 先 発 | 完 投 | 完 封 | 無 四 球 | 勝 利 | 敗 戦 | セ 丨 ブ | ホ 丨 ル ド | 勝 率 | 打 者 | 投 球 回 | 被 安 打 | 被 本 塁 打 | 与 四 球 | 敬 遠 | 与 死 球 | 奪 三 振 | 暴 投 | ボ 丨 ク | 失 点 | 自 責 点 | 防 御 率 | W H I P |
| --------- | --------- | ----- | ----- | ----- | ----- | -------- | ----- | ----- | -------- | ----------- | ----- | ----- | -------- | -------- | ----------- | -------- | ----- | -------- | -------- | ----- | -------- | ----- | -------- | -------- | ------- |
| 2024      | 信濃      | 3     | 3     | 0     | 0     | 0        | 0     | 1     | 0        | 0           | .000  | 62    | 13.0     | 15       | 0           | 9        | -     | 2        | 12       | 1     | 0        | 8     | 7        | 4.85     | 1.85    |
| 通算：1年 | 通算：1年 | 3     | 3     | 0     | 0     | 0        | 0     | 1     | 0        | 0           | .000  | 62    | 13.0     | 15       | 0           | 9        | -     | 2        | 12       | 1     | 0        | 8     | 7        | 4.85     | 1.85    |

- 2024年度シーズン終了時

### 背番号
- 22（2017年 - 2019年）
- 50（2020年 - 2021年）
- 12（2024年）
- 80（2025年 - ）